# Ophryacus
Ophryacus is een geslacht van slangen uit de familie adders (Viperidae) en de onderfamilie groefkopadders (Crotalinae).

## Naam en indeling
De wetenschappelijke naam van de groep werd voor het eerst voorgesteld door Edward Drinker Cope in 1887.
Het soortenaantal is regelmatig gewijzigd; de slang Mixcoatlus melanurus behoorde vroeger ook tot dit geslacht en de soort Ophryacus sphenophrys werd lange tijd tot de lanspuntslangen uit het geslacht Bothrops gerekend. Ophryacus smaragdinus ten slotte werd pas in 2015 voor het eerst wetenschappelijk beschreven.

## Verspreiding en habitat
De slangen komen voor in delen van Noord-Amerika en leven endemisch in Mexico. Hier komen ze voor in de voor in de staten Guerrero, Oaxaca, Puebla, Hidalgo en Veracruz.

## Beschermingsstatus
Door de internationale natuurbeschermingsorganisatie IUCN is aan één soort een beschermingsstatus toegewezen. Ophryacus undulatus wordt gezien als 'kwetsbaar' (Vulnerable of VU).

## Soorten
Het geslacht omvat de volgende soorten, met de auteur en het verspreidingsgebied.
| Naam                  | Auteur                                                 | Verspreidingsgebied                                  |
| --------------------- | ------------------------------------------------------ | ---------------------------------------------------- |
| Ophryacus smaragdinus | Grünwald, Jones, Franz-Chávez & Ahumada-Carrillo, 2015 | Mexico (Veracruz, Hidalgo, Puebla, Oaxaca)           |
| Ophryacus sphenophrys | Smith, 1960                                            | Mexico (Oaxaca)                                      |
| Ophryacus undulatus   | Jan, 1859                                              | Mexico (Guerrero, Oaxaca, Puebla, Hidalgo, Veracruz) |